# Flomochóri
Flomochóri, en grec moderne : Φλομοχώρι, est un village du dème du Magne-Oriental, district régional de Laconie, en Grèce.
Selon le recensement de 2011, la population du village compte 151 habitants .